# Малий Стон
42°51′ пн. ш. 17°42′ сх. д. / 42.85° пн. ш. 17.7° сх. д.
Малий Стон (хорв. Mali Ston) — населений пункт у Хорватії, у Дубровницько-Неретванській жупанії у складі громади Стон.

## Населення
Населення за даними перепису 2011 року становило 139 осіб.
Динаміка чисельності населення поселення: